# Distrikt Santa Cruz (Palpa)
Der Distrikt Santa Cruz liegt in der Provinz Palpa in der Region Ica in Südwest-Peru. Der Distrikt wurde am 16. Januar 1953 gegründet. Der Distriktname Santa Cruz („Heiligkreuz“) bezieht sich auf Ramón Casaus y Torres, 1815–1845 Erzbischof von Guatemala.
Der Distrikt hat eine Fläche von 332,78 km². Beim Zensus 2017 lebten 927 Einwohner im Distrikt Santa Cruz. Im Jahr 1993 lag die Einwohnerzahl bei 1151, im Jahr 2007 bei 1060. Verwaltungssitz ist die am östlichen Flussufer des Río Santa Cruz auf einer Höhe von 526 m gelegene Ortschaft Santa Cruz. Santa Cruz befindet sich knapp 9 km nordwestlich der Provinzhauptstadt Palpa. Einzige größere Ortschaft im Distrikt ist San Francisco mit 386 Einwohnern. Die Nationalstraße 1S (Panamericana) von Ica nach Palpa durchquert den Distrikt.

## Geographische Lage
Der Distrikt Santa Cruz liegt am Fuße der peruanischen Westkordillere im Südwesten der Provinz Palpa. Der Distrikt erstreckt sich entlang dem Mittellauf des Río Santa Cruz (auch Quebrada Santa Cruz), einem rechten Nebenfluss des Río Grande, der die meiste Zeit trockenfällt. Die Gegend ist wüstenhaft, insbesondere der südliche Teil des Distrikts, der im Bereich der Küstenwüste von Süd-Peru liegt. Der Distrikt Santa Cruz hat eine Längsausdehnung in Nord-Süd-Richtung von etwa 32 km sowie eine mittlere Breite von 5 km.
Der Distrikt Santa Cruz grenzt im Westen an den Distrikt Santiago (Provinz Ica), im Norden an den Distrikt Tibillo, im Osten an den Distrikt Río Grande, im äußersten Südosten an den Distrikt Llipata sowie im Süden an den Distrikt Changuillo (Provinz Nasca).

## Archäologischer Komplex Ciudad Perdida de Huayuri
Der archäologische Komplex Ciudad Perdida de Huayuri (⊙) befindet sich in einer Schlucht östlich des Río Santa Cruz 4 km südlich von San Francisco. Der Siedlungskomplex wurde vermutlich zwischen 1100 und 1476 von der Ehnie der Poroma bewohnt. Es wird vermutet, dass bis zu 5000 Menschen zu der Zeit dort lebten. 